# Варцо (Вербано-Кузио-Осола)
Варцо (итал. Varzo) је насеље у Италији у округу Вербано-Кузио-Осола, региону Пијемонт.
Према процени из 2011. у насељу је живело 1839 становника. Насеље се налази на надморској висини од 580 м.

## Становништво
| 1931. | 1936. | 1951. | 1961. | 1971. | 1981. | 1991. | 2001. | 2011. |
| ----- | ----- | ----- | ----- | ----- | ----- | ----- | ----- | ----- |
| 2.641 | 2.628 | 2.964 | 2.683 | 2.580 | 2.494 | 2.409 | 2.218 | 2.106 |